# ヴァリゼッラ
ヴァリゼッラ（伊: Varisella）は、イタリア共和国ピエモンテ州トリノ県にある、人口約900人の基礎自治体（コムーネ）。

## 地理

### 位置・広がり

#### 隣接コムーネ
隣接するコムーネは以下の通り。
- フィアーノ
- ジヴォレット
- ラ・カッサ
- ヴァル・デッラ・トッレ
- ヴァッロ・トリネーゼ
- ヴィウ

## 行政

### 分離集落
ヴァリゼッラには、以下の分離集落（フラツィオーネ）がある。
- Baratonia, Moncolombone, Ramai